# 上海交通大学国际与公共事务学院
国际与公共事务学院，为上海交通大学的一个学院，成立于2003年6月，包含政治学与公共管理两个一级学科。学院设有比较政治、公共行政、公共经济与社会政策、国际关系四个系。